# إبراهيم جوما
إبراهيم جوما (بالإنجليزية: Ibrahim Juma)‏ (1 أكتوبر 1993 بكامبالا في أوغندا - ) هو لاعب كرة قدم أوغندي في مركز الوسط. شارك مع منتخب أوغندا لكرة القدم. أما مع النوادي، فقد لعب مع نادي سوان تان سايغون ونادي فايبرز وكراي واندررز.

## روابط خارجية
- إبراهيم جوما على موقع قاعدة بيانات كرة القدم.إي يو (الإنجليزية)
- إبراهيم جوما على موقع قاعدة بيانات كرة القدم.إي يو (الإنجليزية)
- إبراهيم جوما على موقع ناشيونال فوتبول تيمز (الإنجليزية)
- إبراهيم جوما على موقع Soccerway.com (الإنجليزية)